# Human Touch
| 전문가 평가                | 전문가 평가 |
| 평가 점수                  | 평가 점수   |
| 출처                       | 점수        |
| -------------------------- | ----------- |
| AllMusic                   | [ 1 ]       |
| Chicago Tribune            | [ 2 ]       |
| Christgau's Consumer Guide | [ 3 ]       |
| Entertainment Weekly       | B-          |
| Rolling Stone              | [ 5 ]       |
| Tom Hull                   | B–          |

《Human Touch》는 미국의 싱어송라이터 브루스 스프링스틴의 아홉 번째 스튜디오 음반이다. 이 음반은 1992년 3월 31일, 《Lucky Town》과 같은 날에 발매되었다. 이 곡은 빌보드 200에서 2위를 정점으로 둘 중 더 많은 인기를 끌었으며, 〈Human Touch〉(《Lucky Town》의 〈Better Days〉와 짝을 이룬)가 메인스트림 록 트랙 차트 1위와 빌보드 핫 100 차트 16위를 차지했다. 〈Human Touch〉는 미국에서 백만 장 이상 판매되었으며 1993년 그래미 어워드에서 최우수 록 보컬 퍼포먼스 부문에 후보로 올랐다.

## 배경
1989년 10월 스프링스틴이 E 스트리트 밴드를 해체한 지 얼마 되지 않아, 피아니스트 로이 비탄은 스프링스틴이 작곡한 세 개의 기악 곡인 〈Roll of the Dice〉, 〈Real World〉, 〈Trouble in Paradise〉를 연주했다. 스프링스틴은 이후 이 곡에 단어를 추가했고, 더 많은 곡을 쓰고 녹음하기 시작할 정도로 이 곡들을 좋아했다. 키보드를 연주하고 음반을 공동 프로듀싱한 비탄을 제외한 E 스트리트 밴드가 사라지자 스프링스틴은 주로 베이스 기타로 랜디 잭슨과 드럼으로 제프 포카로의 서비스를 이용하면서 로스앤젤레스에 있는 스튜디오 뮤지션들의 밴드를 결성했다. 샘 무어, 바비 햇필드, 바비 킹을 포함한 다양한 백 보컬리스트들이 사용되었다. 전체적으로 최소 25곡 정도가 녹음됐지만 정확한 숫자는 알려지지 않았다.
이 음반은 원래 1991년 봄, 여름의 발매일을 목표로 하였으나, 1991년 초 스프링스틴이 《Lucky Town》을 녹음하기 시작하면서 다시 한번 중단되었다. 스프링스틴은 결국 두 음반을 같은 날에 발매하기로 결정했고, 《Human Touch》는 프로젝트를 시작한 지 2년 이상 지난 1992년 3월 31일에 세상에 나왔다.
포카로는 스프링스틴으로부터 다음 투어를 위해 밴드에 합류하라는 요청을 받았지만, 자신의 밴드 토토와 합류했기 때문에 거절했다. 포카로는 몇 달 후에 그의 정원에서 심장마비로 죽었다.

## 곡 목록
모든 곡들은 특별한 언급이 없는 한 브루스 스프링스틴에 의해 작사/작곡하였다.
| #   | 제목                             | 작사·작곡                          | 재생 시간 |
| --- | -------------------------------- | ---------------------------------- | --------- |
| 1.  | 〈Human Touch〉                  |                                    | 6:31      |
| 2.  | 〈Soul Driver〉                  |                                    | 4:39      |
| 3.  | 〈57 Channels (And Nothin' On)〉 |                                    | 2:28      |
| 4.  | 〈Cross My Heart〉               | 스프링스틴, 소니 보이 윌리엄슨 2세 | 3:51      |
| 5.  | 〈Gloria's Eyes〉                |                                    | 3:46      |
| 6.  | 〈With Every Wish〉              |                                    | 4:39      |
| 7.  | 〈Roll of the Dice〉             | 스프링스틴, 로이 비탄              | 4:17      |
| 8.  | 〈Real World〉                   | 스프링스틴, 비탄                   | 5:26      |
| 9.  | 〈All or Nothin' at All〉        |                                    | 3:23      |
| 10. | 〈Man's Job〉                    |                                    | 4:37      |
| 11. | 〈I Wish I Were Blind〉          |                                    | 4:48      |
| 12. | 〈The Long Goodbye〉             |                                    | 3:30      |
| 13. | 〈Real Man〉                     |                                    | 4:33      |
| 14. | 〈Pony Boy〉                     | 민요                               | 2:14      |

## 인증
| 국가                                                  | 인증        | 판매량/출하량 |
| ----------------------------------------------------- | ----------- | ------------- |
| 오스트레일리아 (ARIA)                                 | 플래티넘    | 70,000^       |
| 오스트리아 (IFPI 오스트리아)                          | 골드        | 25,000*       |
| 캐나다 (뮤직 캐나다)                                  | 2× 플래티넘 | 200,000^      |
| 핀란드 (Musiikkituottajat)                            | 골드        | 35,627        |
| 독일 (BVMI)                                           | 골드        | 250,000^      |
| 일본 (RIAJ)                                           | 골드        | 116,000       |
| 뉴질랜드 (RMNZ)                                       | 골드        | 7,500^        |
| 노르웨이 (IFPI 노르웨이)                              | 골드        | 25,000*       |
| 스페인 (PROMUSICAE)                                   | 플래티넘    | 100,000^      |
| 스웨덴 (GLF)                                          | 플래티넘    | 100,000^      |
| 스위스 (IFPI 스위스)                                  | 플래티넘    | 50,000^       |
| 영국 (BPI)                                            | 골드        | 100,000^      |
| 미국 (RIAA)                                           | 플래티넘    | 1,168,000^    |
| *판매량을 기반으로 한 인증 ^출하량을 기반으로 한 인증 |             |               |